# Raymonda Tawil
Raymonda Tawil Hawa (tiếng Ả Rập: ريموندا الطويل حوا) là một nhà văn và là nhà báo người Palestine, sinh năm 1940 tại Acre ở Lãnh thổ Ủy trị Palestine.

## Tiểu sử
Raymonda Tawil Hawa sinh ra và lớn lên trong một gia đình có danh tiếng theo Kitô hữu Palestine. Khi còn thơ ấu, bà đã ở nội trú cùng với các chị em theo Công giáo Pháp. Bà bắt đầu tham gia một chương trình trí tuệ được tổ chức tại Nablus, phía bắc Bờ Tây. Chính tinh thần độc lập đã mang lại cho bà biệt danh "Con sư tử cái của Nablus". Năm 1978, Raymonda Hawa Tawil đã mở một hãng thông tấn Palestine ở Jerusalem, nơi xuất bản tạp chí Al Awda ("Sự trở lại"). Vì hoạt động chính trị với tư cách là một nhà báo, bà bị quản thúc tại gia trong vòng 6 tháng theo quyết định của quân đội Israel. Bà cũng bị giam 45 ngày vì lý do được gọi là các hoạt động lật đổ trong các cuộc đụng độ với những người Do Thái di cư mới đến và những kẻ Chủ nghĩa phục quốc Do Thái. Bà cũng đã phải chịu những trận đòn nặng nề. Những chịu đựng này đã thôi thúc Raymonda Tawil cộng tác với nhà báo Israel Peretz Kidron để viết về Palestine. Bà theo đạo Thiên chúa và đã đến thăm nhà thờ của nhiều giáo phái khác nhau. Bà luôn ủng hộ các cuộc đối thoại và hòa giải giữa hai dân tộc.

## Chính trị
Thoát khỏi một cuộc tấn công mà mục tiêu nhắm về bà, nhưng thủ phạm không được tìm thấy, bà trốn sang Pháp. Năm 1994, bà trở lại Dải Gaza và tham dự thành lập Chính quyền Palestine, trong khi vẫn rất thân với những người bạn Pháp và Israel. Năm 2000, khi nổ ra cuộc chiến Intifada thứ hai, bà sống ở Ramallah.
Từ năm 2004 đến 2007, bà sống với con gái là Suha Arafat ở Tunisia. Gia đình bà sau đó bị trục xuất khỏi lãnh thổ Tunisia bởi Tổng thống Ben Ali vào tháng 8 năm 2007 và sau đó đã lánh nạn ở Malta.